# Nogales (Chile)
Nogales – miasto w Chile, w regionie Valparaíso, w prowincji Quillota.